# Pedicularis densiflora
Pedicularis densiflora là loài thực vật có hoa thuộc họ Cỏ chổi. Loài này được Benth. mô tả khoa học đầu tiên năm 1838.

## Hình ảnh

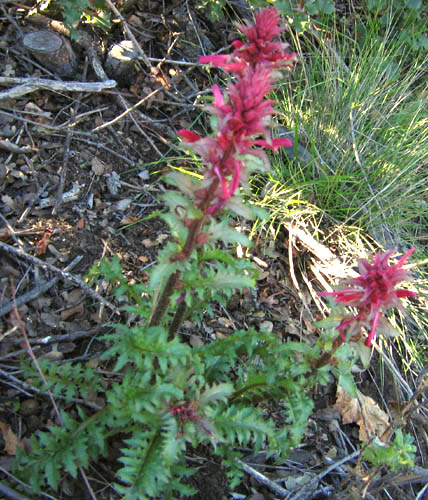